# Hotel Room
Hotel Room je televizijska serija HBO-a iz 1993. godine koju je producirao David Lynch (također i režirao dvije epizode). Radi se o mini-seriji od tri epizode čija se radnja odvija u sobi hotela u New Yorku (broj 603 u Railroad Hotel) u različito vrijeme (1969., 1992. i 1936. godine). 
Barry Gifford je napisao, a David Lynch režirao prvu i treću epizodu serije; Jay McInerney je napisao, a James Signorelli režirao drugu epizodu. Seriju je producirao Deepak Nayar; izvršni producenti su bili Monty Montgomery i David Lynch. Glazbu za mini-seriju je komponirao česti Lynchov suradnik Angelo Badalamenti.
Prava na seriju nekad je imala kuća Spelling Entertainment, a danas ih ima CBS. 

## Epizode
Jedini likovi koji se pojavljuju u sve tri epizode su sluškinja (koju glumi Camilla Overbye Roose) i sobar (kojeg glumi Clark Heathcliffe Brolly). 

### Epizoda 1: Tricks
Rujan, 1969.
Moe dolazi u Railroad hotel gdje njega i prostitutku Darlene upute u hotelsku sobu broj 603. Prije nego Moe krene u akciju, čovjek iz njegove prošlosti imena Lou dolazi u sobu i preuzima kontrolu nad situacijom, na Moeovo nezadovoljstvo. 
U epizodi su uloge ostvarili Harry Dean Stanton, Glenne Headly i Freddie Jones.

### Epizoda 2: Getting Rid of Robert
Lipanj, 1992.
Sasha dolazi u sobu 603 i dobiva telefonski poziv svojih prijateljica (Tine i Diane) koje se nalaze u predvorju i pitaju je mogu li je posjetiti. Nakon toga započinje velika diskusija o Sashinoj budućnosti i hoće li se ona udati za Roberta? Svaka ima svoj vlastiti pogled na stvari, a onda dolazi Robert. 
U epizodi su uloge ostvarili Deborah Unger, Griffin Dunne, Chelsea Field i Mariska Hargitay.

### Epizoda 3: Blackout
Travanj, 1936.
Događa se nestanak struje u New Yorku; muškarac (Danny) ulazi u svoju sobu s hranom i pronalazi svoju ženu kako sjedi u tami s rukom preko očiju. Par započinje pričati i ubrzo se otkriva da je žena poludila nakon smrti njezinog sina koja se dogodila dvije godine ranije. Doktor zove na telefon kako bi provjerio da li je sve u redu...
U epizodi su glavne uloge ostvarili Crispin Glover i Alicia Witt. 

## Knjiga
Epizode čiji je scenarist Barry Gifford temeljene su na romanu Hotel Room Trilogy: Tricks - Blackout - Mrs. Kashfi objavljenoj 1995. godine. 

## Vanjske poveznice
- Hotel Room introduction, episode info, pictures, teleplay info at The City of Absurdity site
- Hotel Room u internetskoj bazi filmova IMDb-a
- Hotel Room episode guide on AboutLynch.com